# 한국토익위원회
한국토익위원회(영어: Korea TOEIC Committee)는 대한민국 내 TOEIC의 시행 및 평가를 담당하는 시험 주관 기관이다. YBM의 자회사 중 하나이다.

## 시행 시험
- TOEIC
- TOEIC Speaking
- TOEIC Writing
- TOEIC Bridge
- TOEIC Bridge Speaking
- TOEIC Bridge Writing

## 같이 보기
- 에듀케이셔널 테스팅 서비스
- 국제 테스트 연구원
- 한국지텔프위원회
- 텝스관리위원회